# Gavin Kelly
Gavin Kelly (6 de enero de 1968) es un deportista australiano que compitió en judo. Ganó quince medallas en el Campeonato de Oceanía de Judo entre los años 1988 y 2013.

## Palmarés internacional
| Campeonato de Oceanía | Campeonato de Oceanía      | Campeonato de Oceanía | Campeonato de Oceanía |
| Año                   | Lugar                      | Medalla               | Categoría             |
| --------------------- | -------------------------- | --------------------- | --------------------- |
| 1988                  | Sídney (Australia)         | Medalla de bronce     | Abierta               |
| 1992                  | Wellington (Nueva Zelanda) | Medalla de plata      | –78 kg                |
| 1994                  | Sídney (Australia)         | Medalla de plata      | Abierta               |
| 1994                  | Sídney (Australia)         | Medalla de bronce     | –78 kg                |
| 1996                  | Wellington (Nueva Zelanda) | Medalla de oro        | –86 kg                |
| 1998                  | Apia (Samoa)               | Medalla de bronce     | –90 kg                |
| 1998                  | Apia (Samoa)               | Medalla de bronce     | Abierta               |
| 2000                  | Sídney (Australia)         | Medalla de bronce     | –90 kg                |
| 2002                  | Wellington (Nueva Zelanda) | Medalla de oro        | –90 kg                |
| 2002                  | Wellington (Nueva Zelanda) | Medalla de oro        | Abierta               |
| 2003                  | Suva (Fiyi)                | Medalla de oro        | –90 kg                |
| 2003                  | Suva (Fiyi)                | Medalla de bronce     | Abierta               |
| 2004                  | Numea (Francia)            | Medalla de plata      | –90 kg                |
| 2012                  | Cairns (Australia)         | Medalla de bronce     | +100 kg               |
| 2013                  | Apia (Samoa)               | Medalla de plata      | +100 kg               |